# احتيال أبوي
الاحتيال الأبوي، يُعرف أيضًا باسم الأبوّة الخاطئة أو التناقض الأبوي، وهو عندما يُثبت بطريقة غير صحيحة أن الرجل هو الأب البيولوجي للطفل، السبب الأساسي للاحتيال الأبوي هو إخطاء الأم في التعرف على الأب البيولوجي. يرتبط الاحتيال الأبوي بالمفهوم التاريخي للخيانة الزوجية.

## الحدوث
أشارت الأبحاث المنشورة في عام 2016 إلى أن معدلات الأبوّة خارج إطار الزواج عند السكان المعاصرين تتراوح ما بين 1-2% تقريبًا، وأن الاحتيال الأبوي نادر أكثر مما نظن.
وجدت الأبحاث العلمية التي أجريت في عام 2005 على الدراسات الدولية المنشورة حول التناقض الأبوي معدل حدوث حول العالم من 0.8% إلى 30% (وسطيًا 3.7%). مع ذلك، نظرًا لأن العديد من الدراسات أجريت بين الخمسينيات والثمانينيات، فقد تكون الأرقام غير موثوقة تمامًا بسبب عدم دقة طرق وإجراءات الاختبار الجيني المستخدمة في ذلك الوقت. تشير الدراسات التي أجريت بين عامي 1991 و1999 إلى معدلات الحدوث التالية: 11.8% (في المكسيك)، 0.4% (في كندا)، 2.8% (في فرنسا)، %1.4 و1.6% (في المملكة المتحدة)، %0.8 (في سويسرا). تشير هذه الأرقام إلى أن النتائج لا أساس لها ومبالغ في تقديرها. على أي حال، كانت النسب أعلى في الدراسات التي نظرت فقط إلى الأزواج الذين خضعوا إلى اختبار الأبوّة بسبب تنازعهم عليها، من 17% إلى 33% (وسطيًا 26.9%). الفئة الأكثر عُرضة للخطر هم الأطفال الذين وُلدوا لأبوين أصغر سنًا، أو لأب وأم غير متزوجين، والأولاد ذوي المكانة الاجتماعية والاقتصادية المنخفضة، أو المنتمين لمجموعات ثقافية معينة.
وجدت دراسة أُجريت عام 2008 في المملكة المتحدة أن الآباء البيولوجيين الذين أُخطئ في التعرف عليهم في 0.2% (1 من 500) من الحالات المعالجة من قبل مفوضية حماية الطفل. بين عاميّ 2004 و2008 كشفت مفوضية حماية الطفل حالات من الاحتيال الأبوي من خلال اختبار الحمض النووي (DNA) وكانت نسبة الأُمهات اللواتي أخطأن في التعرف على الأب البيولوجي بين %10 و19%، المعلومات حول أسباب تحديد الأم للأب البيولوجي الخطأ لم تكن متوفرة.

## النّقد
الاحتيال الأبوي هو موضوع مُثير للجدل. إذ كتبت هيدز دريبر في مجلة الأخلاقيات الطبية: «إن المطالبات بالتعويض في حالات الأبوة الخاطئة تُنتج نفس النظرة المُشوّهة والضئيلة لما يعنيه أن تكون الأب كما يفترض اختبار الأبوة، وتؤكد وجود توجهات ليست في مصلحة الأطفال». تقول لين ترينر أن مفهوم الاحتيال الأبوي يدور حول «تشويه صورة الأمهات».

## القوانين حسب البلدان

### كندا
بدأ السيد كورنيليو بدفع الإعالة لتوأم زوجته السابقة بعد انفصال الزوجين في عام 1998. واستقر الزوجان السابقان على اتفاق الحضانة المشتركة في عام 2002 واستمر دعم السيد كونيليو الماليّ للطفلين. بعد ذلك بوقت قصير طلبت السيدة كورنيليو تخفيض أوقات الزيارة بالإضافة إلى زيادة مدفوعات الدعم. أصبح السيد كورنيليو مُفعمًا بالشك حول أبوته للتوأم. كشف اختبار الحمض النووي (DNA) أنه لم يكن الوالد البيولوجي. قُدّم طلب من قبل السيد كورنيليو لإعفائه من دفع المزيد من الأموال للطفلين، مُدعيًا أنه كان ضحية تحريف واحتيال عندما فشلت السيدة كورنيليو في الكشف عن العلاقة خارج إطار الزواج عند توقيع اتفاقية الحضانة المشتركة عام 2002.
حكمت محكمة أونتاريو العُليا في عام 2008 ضد طلب الإعفاء من التعويضات المالية لإعالة الطفلين. إذ لاحظ القاضي فان رينسبرغ عند قراره لرفض الطلب، أن السيد كورنيليو تساءل في وقت انفصاله عما إذا كانت علاقة زوجته السابقة هي المسؤولة بالفعل عن التوأم. وعلّق القاضي قائلًا: «لم تكن كذلك حتى بدأت السيدة كورنيليو الإجراءات التي تسعى إلى زيادة المدفوعات لرعاية الطفلين، وبدأ المُدّعى عليه في متابعة هذه القضية». قال أيضًا: «إن حقيقة هذه العلاقة -حتى لو أصبحت متوترة الآن- هي كافية لمطالبة السيد كورنيليو بمواصلة المساهمة في تلبية احتياجات الأطفال المادية».

### فنلندا
كانت نقطة الضعف في القانون الفنلندي اعتبارًا من عام 2018 هو أن الزوج هو الأب المُعترف به للطفل المولود داخل إطار الزواج (أو إلى الزوج المُتوفى). يمكن تغيير هذا التحديد المبدئي لشيء آخر فقط إذا وافقت الزوجة على ذلك. منذ عام 2016 تم إبطال الحق العام للأم بسماح أو منع الاستقصاء عن الأبوة. لم يُغيّر الافتراض القانوني والإجباري لأبوة الزوج في قانون عام 2015.
لاحقًا يمكن للرجل رفع دعوى قانونية لإلغاء أبوته، متجاهلًا مقاومة الزوجة. يمكن رفع الدعوى القانونية للإلغاء في محكمة المقاطعة من قبل رجل حُددت أبوته على أساس الزواج أو بقرار رسمي آخر.
يتخلى الرجل الذي اعترف رسميًا بالأبوّة عن حقوقه في القيام بالمزيد من الإجراءات، إذا كان على علم بأن المرأة كانت على اتصال جنسي مع رجل آخر، أو أنها استخدمت حيوانات منوية من غيره للتخصيب، وإذا كان قد صرّح كتابةً بأن الطفل هو بيولوجيًا له.
من ناحية أخرى، يُرفض الإقرار بأبوة الرجل قانونًا، إذا كان لدى إحدى موظفي الرعاية الصحية المشرفة على الطفل شكوك مؤكدة بأن هذا الرجل ليس أبًا للطفل، أو أنه غير قادر لأي سبب من الأسباب على فهم ما يعنيه الاعتراف بالأبوة.
قد يتم تغريم الأم إذا أعطت معلومات خاطئة عمدًا للسلطات تساعد في إثبات الأبوة الخاطئة.

### كوريا الجنوبية
مُنح رجل كوري جنوبي في عام 2004 تعويضًا بقيمة 42.380 دولارًا عن ألمه ومعاناته عند إثبات اختبار الحمض النووي (DNA) بأن مطالبة زوجته السابقة بالأبوة قد أُسيء استخدامها. عندما بدأ السيّد ديو المُتزوّج من السيّدة ديو بناءً على طلب الأبوة، دعوى قضائية ضد المستشفى لتبديل طفله عند الولادة بطفل آخر، ادّعت السيدة ديو بأنها حامل بطفل من رجل آخر.

### سويسرا
في 5 يناير عام 2015، قررت المحكمة الفيدرالية العليا في سويسرا (القرار5إيه_619  في عام 2015) في قضية طعن فيها المدعي في أبوة ابنته (المزعومة). فُحصت الحيوانات المنوية لدى المُدعي في نوفمبر عام 2009. ونتيجة لهذا الفحص، وُجد أن خصوبة المُدعي تبلغ %3. وادّعت المحكمة أن الأب المزعوم كان يجب أن يبدأ في التحقيق في أبوّته نتيجة لهذا الاستنتاج. في الواقع، أُثبتت عدم أبوّة المُدعي بعد فشل زواجه من خلال أدلة الحمض النووي DNA في عام 2013. ورأت المحكمة أن الحد الزمني لمدة سنة واحدة بموجب المادة 260c من القانون المدني السويسري لتقديم دعوى قد انقضت بسبب عدم نشاط المُدعي (الأب المزعوم) لأكثر من عامين. وبذلك أكدت المحكمة الاتحادية العليا في سويسرا الحكم الصادر عن المحكمة الابتدائية ورفضت الاستئناف. ويترتب على ذلك أن الالتزامات المالية للمدعي فيما يتعلق بابنته (المزعومة) لن تتغير.

### الولايات المتحدة
عبر التاريخ، فرضت الولايات المتحدة الأمريكية افتراضًا قويًا على الأبوة داخل إطار الزواج وفرضت أيضًا حواجز على تحديات الأبوة بمجرد تأسيس الأبوة قانونًا. في السنوات الأخيرة، وخاصة بعد ظهور اختبار الحمض النووي DNA، اقتُرح سن قوانين وإرشادات قد تسمح بتحدي الأبوة من قبل الأب الشرعي الذي يقرر لاحقًا أنه ليس أبًا بيولوجيًا للطفل، أو الأب البيولوجي الذي يعلم بأنه قد سُمي شخص آخر على شهادة ميلاد الطفل كأب له.